# غواصة يو بي-36
يو بي-36 غواصة ألمانية من فئة يو بي2 خدمت في البحرية الإمبراطورية الألمانية خلال الحرب العالمية الأولى. تم طلب الغواصة في 22 يوليو 1915 وتم إطلاقها في 15 يناير 1916. تم تكليفها في البحرية الإمبراطورية الألمانية في 22 مايو 1916 باسم يو بي-36.